# 池田健 (精神科医)
池田 健（いけだ たけし、1959年 - ）は、日本の医学者、精神科医。

## 経歴
東京学芸大学附属小金井小学校、附属小金井中学校を経て東京学芸大学教育学部附属高等学校卒、中学時代に北杜夫、遠藤周作、加賀乙彦などの著作を読み、精神科医を志す。高校の同窓生に香山リカ（精神科医）、茂木健一郎（脳科学者）、同級生に赤城徳彦（政治家）、小谷元子（数学者）などがいる。
順天堂大学医学部に入学、卒業後東海大学精神科医局に入局した。精神科医になり、小此木啓吾、岩崎徹也（東海大学名誉教授）、飯田真（前新潟大学教授）小阪憲司（横浜市立大学名誉教授）らに師事する。
診療のかたわら、精神障害に対する偏見を取り除く一つの手段として、平成10年頃から一般向けの教育書、精神科領域以外の医療従事者を対象に執筆を開始する。
専門書の他に一般向けの著書も多くある。主な著書、監修書としては、若手精神科医や一般臨床医を読者対象とした「臨床家のための精神医学ガイドブック」（金剛出版）軽度のパーソナリティ傷害を扱った「人はこんなことでウツになるのか」（中公新書）、若手の看護師向けの入門書「疾患別に見るこころの看護」（南山堂）心理学初学者のための事典「心理学大図鑑」（三省堂）「ストレスは解消するよりコントロール」（保健同人社） 「気疲れに効く本」（主婦の友社）「心の疲れとストレスを消し去る即効ブック」（主婦の友社）などがある。
また、認知症、リエゾン精神医学に関する医学誌への連載の他、早稲田大学その他の講演活動では医学から見た文学の研究を行ない専門誌に評論を連載中。日本ペンクラブ正会員としても活動している。
診療を行う一方、早稲田大学、東海大学、立教大学、日本女子大学、大妻女子大学、国際医療福祉大学大学院、日本医療大学、日本福祉学院などで講師として講義を行っている。また、市民公開講座や、一般医に対するうつ病や認知症を始めとする精神科医療の重要性を説く講演活動も精力的にこなし、医療の質を向上するNPO法人の理事、特任相談役、特別養護老人ホーム、知的障害者施設の嘱託医なども兼務。神奈川県の大和市にある正史会大和病院の医局長を経て、2013年5月末迄、丹沢病院副院長を務めた。現在は東京都内の高齢者の診療を中心とする病院等に勤務。「レビー小体型認知症家族を支える会」においてレビー小体病を診断できる専門医師としてホームページ上に登録されている。１）

## 主な著書・訳書など
監修・著書
✶臨床家のための精神医学ガイドブック（金剛出版）
- 心理学大図鑑（三省堂）
- 精神保健福祉用語辞典（中央法規）
- What do I work for?（jikan to kukan.co.ltd）
- 疾患別に見るこころの看護（南山堂）
- 職場のメンタルヘルスケア（南山堂）
- ストレスを解消するコツ（主婦の友社）
- 人はこんなことでウツになるのか（中公新書）（中央公論新社）
- もっと知りたい精神科のカウンセリング（成美堂出版）
- ストレスとこころの病気（健友館）
- ストレスは解消するよりコントロール（保健同人社）
- 何のために働いているかわからなくなったとき読む本（インデックス・コミュニケーションズ）
- 気疲れに効く本（主婦の友社）
- 「心の疲れとストレスを消し去る即効ブック」（主婦の友社）

訳書
- 精神科面接マニュアル（メディカル・サイエンス・インターナショナル）
- 精神科ポケットリファレンス（メディカル・サイエンス・インターナショナル）

脚注１）「レビー小体型認知症家族を支える会」ホームページ